# Knecht Gruppe
Die Knecht-Gruppe (vormals Knecht Holding AG) mit Sitz in Windisch ist eine in den Bereichen Reisen, Personenverkehr, Güterverkehr, Nutzfahrzeugzentren und Healthcare tätige Schweizer Unternehmensgruppe, im Familienbesitz der Gründerfamilie.

## Tätigkeitsgebiet
Im Geschäftsbereich Reisen ist die Gruppe mit verschiedenen Tochterfirmen und Marken aktiv. Zum Personentransportbereich gehören Eurobus AG, Car Rouge und Geriberz. Wesentliche Leistungen werden hierbei im öffentlichen Verkehr erbracht, unter anderem durch Rottal Auto AG, E. Meier AG, Regionalbus Lenzburg und weitere. Die Firmen Welti-Furrer, Pneukran und Bollhalder erbringen Leistungen im Bereich Umzüge, Schwertransport und Kran. Die Firma Knecht Reisen ist mit verschiedenen Reisebüros in der Schweiz vertreten. Zudem ist die Knecht Gruppe im Bereich Healthcare mit den Firmen Spitex24, Reha@home, Rettungsdienst Nordwestschweiz und MoPi aktiv.

## Geschichte
Das Unternehmen wurde 1909 durch Johann Knecht als Pferdefuhrhalterei beim Bahnhof Brugg gegründet. Die ersten Transportdienstleistungen wurden mit einem eisenbereiften und kettenangetriebenen Lastwagen und dem ersten luftbereiften Autocar für 26 Plätze erbracht.
1948 ging das Unternehmen an die Söhne Hans, Walter und Paul Knecht über, woraus der bis 1998 für die Gruppe gültige Name Gebr. Knecht entstand. Die beiden bedeutendsten Übernahmen erfolgten Anfang der 1990er Jahre, als die Knecht-Gruppe 1992 die auf Pauschalreisen, Gruppenreisen und Öffentlicher Regionalverkehr spezialisierte Eurobus-Gruppe und 1993 das Umzugs- und Transportunternehmen Welti-Furrer erwarb. Danach folgten verschiedene kleinere Akquisitionen. Im Juli 2008 übernahm Thomas Knecht in dritter Generation das Amt seines Vaters Walter Knecht als Verwaltungsratspräsident. Seit 2016 gehören zudem diverse Firmen im Bereich Healthcare dazu. Unter anderem sind dies Spitex24, Reha@home, Rettungsdienst Nordwestschweiz und MoPi.
Die Mehrheit der Aktien hält Thomas Knecht. Die Knecht-Gruppe beschäftigt rund 2000 Mitarbeitende und über 70 Lernende und erwirtschaftete 2007 einen Umsatz von 300 Millionen Schweizer Franken, fünf Jahre später 375 Millionen Schweizer Franken.